# Sartorite
La sartorite (simbolo IMA: Sat) è un minerale molto raro del gruppo della sartorite appartenente alla classe minerale dei "solfuri e solfosali" con composizione chimica PbAs2S4.

## Etimologia e storia
Il minerale fu scoperto per la prima volta nel 1868 da James Dwight Dana in quella che è diventata la sua località tipo, la cava di "Lengenbach" nella valle di Binn (nel Canton Vallese, in Svizzera). Prende il nome dal professore di geologia di Gottinga Wolfgang Sartorius von Waltershausen, che fu il primo a rendere noto il nuovo minerale.

## Classificazione
Nella classica nona edizione della sistematica dei minerali di Strunz la sartorite è elencata nella classe 
"2. Solfuri e solfosali" e nella sottoclasse "2.H Solfosali di archetipo SnS", questa viene ulteriormente suddivisa in base all'eventuale presenza di alcuni metalli nel composto, in modo tale da trovare la sartorite nella sezione "2.HC Con solo Pb" dove insieme a guettardite e twinnite forma il sistema nº 2.HC.05.a.
Anche nell'edizione successiva, proseguita dal database "mindat.org" e chiamata Classificazione Strunz-mindat, la sartorite è elencata in tale sezione in compagnia dei minerali già citati con l'aggiunta dell'hyršlite.
Nella classificazione dei minerali secondo Dana, la sartorite forma un sottogruppo di solfosali con guettardite, twinnite e marumoite con il numero di sistema 03.07.08, che corrisponde alla sezione "solfosali con rapporto z/y = 2 e formula (A+)i(A2+)j[ByCz], A = metalli, B = semimetalli, C = non metalli".
Anche nella Sistematica dei lapis (Lapis-Systematik) di Stefan Weiß la sartorite è elencata nella classe dei "solfuri e solfosali" e da lì nella sottoclasse dei "solfosali (S : As,Sb,Bi = x)" dove si trova nella sezione dei "solfosali di piombo con As/Sb (x= 2,3 - 1,8)"; qui forma il sistema nº 	
II/E.25 insieme ad argentoliveingite, barikaite, carducciite, decatriasartorite, endecasartorite, enneasartorite, eptasartorite, guettardite, hyršlite, incomsartorite, liveingite, marumoite, polloneite, rathite e twinnite.

## Abito cristallino
La sartorite cristallizza nel sistema monoclino nel gruppo spaziale P21/c (gruppo nº 14) con i parametri del reticolo a = 37,71(2) Å, b = 7,898(3) Å, c = 20,106(8) Å e β = 101,993(7)°, oltre a 4 unità di formula per cella unitaria.

## Origine e giacitura
Il minerale si forma in condizioni idrotermali durante la reazione di soluzioni ricche di arsenico con galena (PbS). Come risultato di questa trasformazione, una serie di solfosali strutturalmente correlati con contenuto crescente di arsenico si trova nella località tipo (la cava si "Lengenbach", Svizzera), a partire dalla jordanite, seguita da dufrénoysite, liveingite, baumhauerite, rathite e infine da sartorite.
La località tipo è la cava di "Lengenbach" (valle di Binn, nel Canton Vallese, in Svizzera). La sartorite si trova qui nella dolomite in paragenesi con galena, pirite, tennantite, dufrénoysite, rathite e realgar.
Oltre alla località tipo e ad altri due siti nella valle di Binn, altri campioni sono stati trovati: a Iglesias (Sardegna) e Seravezza (Toscana), entrambi in Italia; a Absam nel Tirolo austriaco; a Szob (nella contea di Pest, in Ungheria); a Baza (in Andalusia, Spagna).
Inoltre la sartorite è stata rinvenuta a Rinconada (Argentina), nella contea di Huitong (nello Hunan, Cina), a Balakən (Azerbaigian), nel deposito "Veduga" nel territorio di Krasnojarsk (Russia) e nelle contee di San Juan (Colorado) e di St. Lawrence (Stato di New York), entrambe negli Stati Uniti.

## Forma in cui si presenta in natura
La sartorite forma cristalli prismatici allungati lunghi fino a dieci centimetri, che possono avere fori rotondi e che si presentano in gruppi paralleli. I cristalli sono grigio-neri opachi con una lucentezza metallica. I tagli appaiono bianchi alla luce riflessa con pleocroismi appena visibili solo in olio e rari riflessi interni rosso intenso.